# زیباترین زن شهر
زیباترین زن شهر (انگلیسی: The Most Beautiful Woman in Town) نام مجموعه داستان کوتاهی از نویسنده آمریکایی، چارلز بوکوفسکی است که در سال ۱۹۸۳ و توسط انتشارات سیتی لایتس منتشر شده است. داستان‌ها با راوی اول شخص و سوم شخص و در سبک نیمه‌زندگی‌نامه‌ای خاص بوکوفسکی نگاشته شده‌اند. این داستان‌ها نیز در ادامه دیگر آثار وی، با نگاهی به موضوعاتی چون الکلیسم، قمار، سکس و خشونت در فرهنگ بار لس آنجلس است. با این‌همه شامل عناصری از فانتزی و سورئالیسم هم می‌شود. این داستان‌ها پیشتر در مجموعه نعوظ‌ها، انزال‌ها، نمایشگاه‌ها و قصه‌های عمومی جنون معمولی (۱۹۷۲) منتشر شده‌اند.